# Halmahera Timur
Halmahera Timur (indonez. Kabupaten Halmahera Timur) – kabupaten w indonezyjskiej prowincji Moluki Północne. Jego ośrodkiem administracyjnym jest miasto Maba.